# (6229) Tursachan
(6229) Tursachan (1983 VN7) – planetoida z pasa głównego asteroid okrążająca Słońce w ciągu 5,4 lat w średniej odległości 3,08 j.a. Odkryta 4 listopada 1983 roku.